# Taku Ushinohama
Taku Ushinohama (牛之濵 拓 Ushinohama Taku?), född 14 juli 1992 i Kagoshima prefektur, är en japansk fotbollsspelare.
Ushinohama började sin karriär 2011 i Avispa Fukuoka. Efter Avispa Fukuoka spelade han för Grulla Morioka, Tochigi SC och Kagoshima United FC.